# Jean-Marc Restoux
Jean-Marc Restoux est un célèbre SDF qui a participé au mouvement des Enfants de Don Quichotte. Il est né le 28 janvier 1953 à Caudéran et est décédé le 5 avril 2012 dans le 6ème arrondissement de Paris.

## Biographie
Il a lancé en janvier 2008 sa campagne pour les élections municipales dans le 6e arrondissement de Paris sous l'étiquette Un Autre Son de Cloche et a été soutenu par différentes personnalités comme la chanteuse Laam, Frédéric Beigbeder, l'éducateur Jacques Deroo qui l'y avait encouragé ou encore Edouardo. Il est alors invité sur différents plateaux de télévision comme sur Direct 8, passe dans les reportages journalistiques de M6 et France 2 et est l'objet d'articles de presse.
Reconnu dans son quartier avant ses différentes actions politiques et sociales, Jean-Marc Restoux s'est défini comme un anthropologue de la vie SDF et a été l'objet de reportages déterminants dans sa vie publique comme celui de Sébastien Vixac et Francis Wolff.
Militant et bénéficiaire des mesures de relogements engendrées par l'action des Enfants de Don Quichotte, il obtient un logement et un accompagnement social en 2008 qui marquent pour lui sa tentative de sortir de la rue mais qui le coupent paradoxalement de ses engagements politiques après les élections municipales, ainsi que des relations qu'il a pu créer dans son quartier avec différentes personnalités et sympathisants intéressés par la portée de son témoignage de SDF autant que de militant de la cause des sans domiciles fixe et des "clochards". Pris par sa nouvelle vie qui comprend la difficulté de se reconstruire tout en préservant le fragile équilibre de ses nouveaux acquis, sa disponibilité ainsi que la commodité de le joindre se retrouvent amoindris jusqu'à la perte relative de contact avec ses anciennes relations militantes ou médiatiques qui l'avaient fait connaitre ou soutenu.
Le DVD du film retraçant l'histoire de son engagement politique, Un Autre Son de Cloche, de Francis Wolff sort aux Éditions L'Harmattan Vidéo le 31 octobre 2011.
Il meurt des suites d'une longue maladie le 5 avril 2012.